# Tandslet Sogn
Tandslet Sogn er et sogn i Sønderborg Provsti (Haderslev Stift).
Tandslet Sogn hørte til Als Sønder Herred i Sønderborg Amt. Tandslet sognekommune blev ved kommunalreformen i 1970 indlemmet i Sydals Kommune, der ved strukturreformen i 2007 indgik i Sønderborg Kommune.
I Tandslet Sogn ligger Tandslet Kirke og Danmarks mindste museum: Tandslet Transformatormuseum.
I sognet findes følgende autoriserede stednavne:
- Christiansfeld (bebyggelse, ejerlav)
- Dyrehave (bebyggelse)
- Ertebjerg (bebyggelse, ejerlav)
- Ertebjerghav (bebyggelse)
- Ertebjergryde (bebyggelse)
- Ertebjergskov (bebyggelse)
- Favrholm (bebyggelse)
- Holballe (bebyggelse)
- Jestrup (bebyggelse)
- Lebøl (bebyggelse, ejerlav)
- Lebøl Løkke (bebyggelse)
- Lebølgård (bebyggelse)
- Neder Tandslet (bebyggelse)
- Over Tandslet (bebyggelse)
- Pilene (bebyggelse)
- Pæleværk (bebyggelse)
- Tandselle (bebyggelse)
- Tandsgårde (bebyggelse)
- Tandshede (bebyggelse)
- Tandsholm (bebyggelse)
- Tandslet (bebyggelse, ejerlav)
- Tandsryde (bebyggelse)

## Afstemningsresultat
Folkeafstemningen ved Genforeningen i 1920 gav i Tandslet Sogn 659 stemmer for Danmark, 65 for Tyskland. Af vælgerne var 90 tilrejst fra Danmark, 24 fra Tyskland. 